# Luis Fernando Castillo
Luis Fernando Castillo est un joueur international colombien de rink hockey. Il évolue, en 2015, au sein du Tolima.

## Palmarès
En 2015, il participe au championnat du monde de rink hockey en France.